# Tetraz-das-pradarias
O Tetraz-das-pradarias ou Galo-das-pradarias-grande (nome científico: Tympanuchus cupido) é uma ave galiforme do grupo dos tetrazes.